# Welle West
WELLE WEST war das Lokalradio für den Kreis Heinsberg. Es ging am 16. Mai 1992 mit einer Lizenz der Landesanstalt für Rundfunk (LfR), dem Vorläufer der LfM, auf Sendung und schloss seinen Betrieb am 15. Mai 2007. Seit dem 1. August 2006 übernahm der Sender 24 Stunden am Tag das Rahmenprogramm von Radio NRW in Oberhausen, da sich Veranstaltergemeinschaft und Betriebsgesellschaft (BG), die auch Radio Aachen betrieb, aufgrund von Unstimmigkeiten getrennt haben. Sämtliche Mitarbeiter wurden entlassen. Fortan wurde in Oberhausen für drei Stunden am Tag (Hallo Wach zwischen 6 und 9 Uhr mit Janine Breuer-Kolo, Ralph Günter, Lars Niermann) ein eigenes Programm für den Kreis Heinsberg produziert, außerdem mehrmals täglich in der lokalen Option um Halb Lokalnachrichten für den Kreis Heinsberg mit Lissy Ishag und Marc Weiss, um der Veranstaltergemeinschaft die Möglichkeit zu geben, einen neuen Partner zu finden. Die Suche blieb jedoch erfolglos. Als Gründe wurden die schwierigen wirtschaftlichen Verhältnisse des zwischen Aachen und Mönchengladbach liegenden Kreises genannt, außerdem bekamen die privaten Lokalradios im Westen von NRW Konkurrenz aus dem deutschsprachigen Ostbelgien, mit 100’5 Das Hitradio. Dieter Meurer, Vorsitzender der Veranstaltergemeinschaft und gleichzeitig Geschäftsführer der Arbeiterwohlfahrt in Heinsberg, kündigte jedoch an, weiterhin eine neue Betriebsgesellschaft suchen zu wollen.

## Reichweite
Der Lokalsender erreichte bei der E.M.A. 2006 II täglich 13,9 % der Hörer im Sendegebiet. Somit stand Welle West auf Platz 43 im Ranking unter den 46 NRW-Lokalradios.

## Programm
Bis zum 1. August 2006 produzierte WELLE WEST werktäglich drei Stunden eigenes Lokalprogramm (Hallo wach von 6 bis 9 Uhr mit Romulus Timar und Barbara Bäumges), sowie zwei Stunden in Zusammenarbeit mit Aachen 100,eins – die Hitgarantie (Drivetime von 16 bis 18 Uhr). Am Wochenende wurde samstags lokal der Treff nach neun (9 bis 12 Uhr) gesendet und sonntags wiederum in Zusammenarbeit mit Aachen 100,eins der Brunch. Lokalnachrichten gestaltete die Redaktion unter der Woche von 6.30 Uhr bis 18.30 Uhr, samstags von 8.30 Uhr bis 12.30 Uhr. Während des Lokalprogramms am Sonntag wurden um Halb lokale Wetter- und Verkehrsinfos gesendet. 

## Empfang
Welle West war im Kreis Heinsberg über die UKW-Frequenz 98,3 MHz zu hören; Senderstandort war Erkelenz mit 500 Watt. Die RDS-Codes waren „WELLE W“ oder an manchen Tagen „WELLEERK“. Diese Frequenz reichte weit nach Osten und konnte bis in das Bergische Land gut gehört werden. Es gab eine Stützfrequenz: Vom Standort Geilenkirchen wurde das Programm auf der UKW-Frequenz 87,8 MHz ausgestrahlt. Diese Frequenz war aber nur in wenigen Teilen des Kreises gut zu hören. Der Sender war auch im Kabelnetz auf 87,85 MHz zu empfangen. Diese beiden UKW-Frequenzen werden seit August 2022 von dem landesweiten Radiosender NRW1 genutzt.